# Joan Fontaine

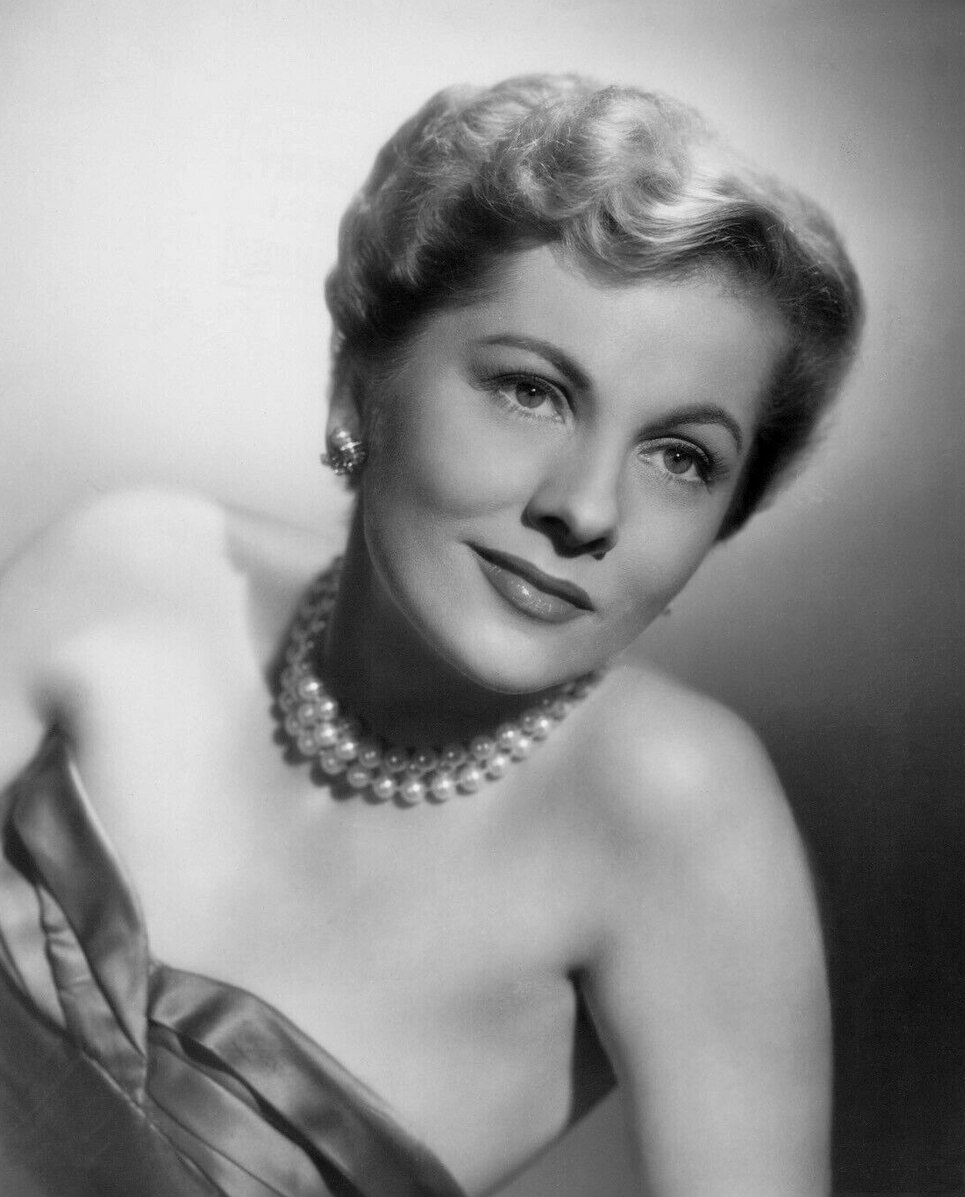
Joan Fontaine (1940er-Jahre)

Joan Fontaine (* 22. Oktober 1917 in Tokio, Japan; † 15. Dezember 2013 in Carmel-by-the-Sea, Kalifornien, USA; eigentlich Joan de Beauvoir de Havilland) war eine britisch-US-amerikanische Schauspielerin. Ihre bekanntesten Rollen spielte die Schwester von Olivia de Havilland unter der Regie von Alfred Hitchcock in Rebecca (1940) und Verdacht (1941). Für letztere wurde sie bei der Oscarverleihung 1942 mit dem Oscar als beste Hauptdarstellerin ausgezeichnet.

## Leben

### Frühes Leben

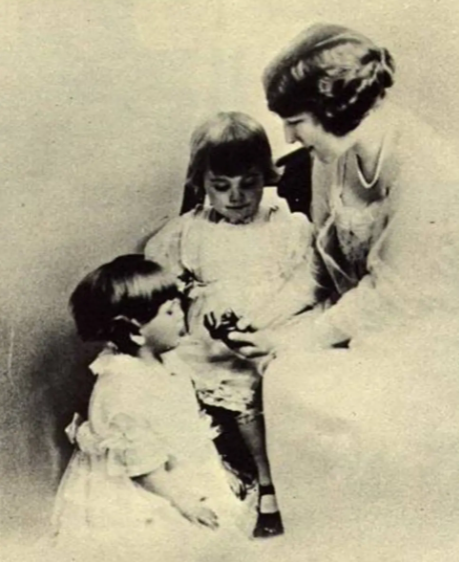
Lillian Fontaine mit ihren Töchtern Olivia de Havilland und Joan Fontaine

Joan Fontaine wurde als Tochter des in Japan tätigen britischen Patentanwalts Walter Augustus de Havilland (1872–1968), eines Cousins des Flugpioniers und Ingenieurs Geoffrey de Havilland, und der britischen Schauspielerin Lillian Fontaine in Tokio geboren. Sie und ihre ein Jahr ältere Schwester Olivia de Havilland zogen nach der Scheidung ihrer Eltern mit der Mutter nach Kalifornien, wo beide bereits früh Schauspielunterricht erhielten. Joan ging Anfang der 1930er für einige Jahre zurück nach Japan, wo sie ihre Schulausbildung an der amerikanischen Schule beendete.

### Schauspielkarriere
1934 kehrte sie in die USA zurück, wo ihre Schwester schon erste Erfolge in Hollywood feierte, und gab 1935 ihr Debüt als Theaterschauspielerin in Los Angeles. Im Gegensatz zu Olivia, die den Familiennamen benutzte, trat Joan zunächst unter den Künstlernamen St. John und Burfield auf. 1935 spielte sie als Joan Burfield in No More Ladies neben Joan Crawford, doch waren Publikum und Kritik zunächst wenig beeindruckt von der Schauspielerin. 1937 unter einem Studiovertrag mit RKO nahm die Karriere von Joan Fontaine, wie sie sich nun nannte, Konturen an. An der Seite von Fred Astaire spielte sie 1937 in Ein Fräulein in Nöten die weibliche Hauptrolle, gefolgt von Nebenrollen in Aufstand in Sidi Hakim und Rache für Alamo, die beide 1939 in den Verleih kamen. Im selben Jahr war sie in Die Frauen neben Norma Shearer, Rosalind Russell, Joan Crawford, Paulette Goddard und Mary Boland zu sehen.
Ihren Durchbruch feierte sie 1940, als sie von David O. Selznick für die Hauptrolle in Rebecca, der Verfilmung des gleichnamigen Bestsellerromans von Daphne du Maurier, ausgewählt wurde. Fontaine erhielt für ihre Darbietung unter Regie von Alfred Hitchcock eine Nominierung für den Oscar als beste Hauptdarstellerin. Ihren Durchbruch zum Star bezahlte die Schauspielerin allerdings mit einer langjährigen vertraglichen Bindung an Selznick, der sie nach Belieben an andere Studios verleihen konnte und ihr nur einen Bruchteil der ausgehandelten Gage auszahlte. Ingrid Bergman, die zeitgleich bei Selznick unter Vertrag war, bezeichnete diese Methode später als eine Form von Sklaverei. Fontaine drehte 1941 erneut unter der Regie von Hitchcock Verdacht. Fontaine verkörperte darin eine verängstigte junge Frau, die ihren von Cary Grant gespielten Ehemann verdächtigt, sie ermorden zu wollen. Für ihre Darstellung wurde sie bei der Oscarverleihung 1942 mit dem Oscar als beste Hauptdarstellerin ausgezeichnet. Fontaine wurde dadurch die einzige Person, die jemals für ihr Schauspiel unter der Regie Hitchcocks einen Oscar gewinnen konnte.

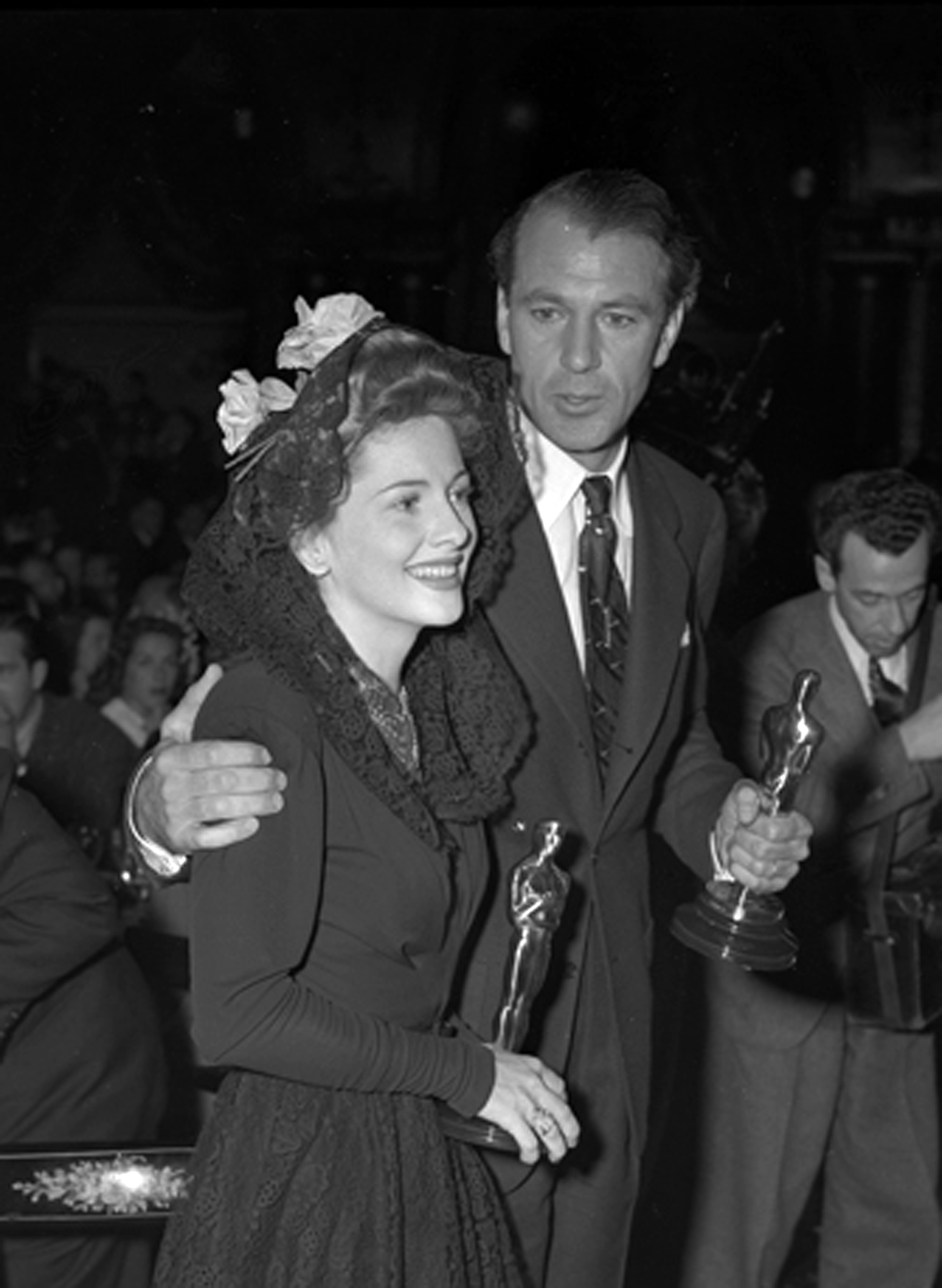
Fontaine mit Gary Cooper bei der Oscarverleihung (1942)

In den folgenden Jahren war Fontaine in zahlreichen aufwendig inszenierten Filmen zu sehen. Sie spielte in der Literaturverfilmung This Above All neben Tyrone Power und erhielt eine weitere Oscarnominierung als beste Hauptdarstellerin für Liebesleid, der sie 1943 an der Seite von Charles Boyer zeigte. Ihre Darstellung der Jane Eyre neben Orson Welles als Edward Rochester in Die Waise von Lowood brachte ihr 1944 gute Kritiken ein. Im selben Jahr war sie in Der Pirat und die Dame, der mit viel Geld in Szene gesetzten Verfilmung des Buchs Frenchman Creek von Daphne du Maurier in einer Rolle zu sehen, die an die Filme erinnerte, die Margaret Lockwood und Phyllis Calvert zu der Zeit in England drehten – als wohlgeborene Dame bei Tage, Geliebte eines Verbrechers bei Nacht und mit vielen romantischen Verwicklungen. Ihr persönlicher Lieblingsfilm war Max Ophüls’ Brief einer Unbekannten, eine Verfilmung der gleichnamigen Novelle von Stefan Zweig aus dem Jahr 1948, die sie nach der Beendigung ihres Vertrags mit Selznick koproduzierte und in der sie die weibliche Hauptrolle übernahm. In scharfem Kontrast zu ihren sonstigen Rollen stand ihr Auftritt als mordende Abenteurerin in Ivy sowie ihre Verkörperung einer beinahe vergewaltigten Frau in dem Film noir Bis zur letzten Stunde, der Fontaine neben Burt Lancaster zeigt.
Mit dem Ende der 1940er-Jahre sank ihr Stern dann rasch, hauptsächlich weil der Markt für romantische Melodramen, die ihre Stärke waren, keinen Bedarf mehr hatte. Zu Beginn der 1950er-Jahre war die Schauspielerin in Born to Be Bad, Wofür das Leben sich lohnt und Ivanhoe – Der schwarze Ritter zu sehen. In dem Film Der Mann mit den zwei Frauen stand sie, wie schon bei Ivy, mit ihrer Mutter Lillian Fontaine gemeinsam vor der Kamera. Nach ihrem Auftritt 1966 in dem Hammer-Film Der Teufel tanzt um Mitternacht trat sie nur noch in Fernsehproduktionen auf, darunter in den 1980er-Jahren Gastrollen in Love Boat und Hotel. 1982 war sie Präsidentin der Jury der Berlinale. Nach der Fernsehproduktion Der gute König verabschiedete sie sich 1994 komplett aus dem Filmgeschäft und lebte bis zu ihrem Tod zurückgezogen in Kalifornien.

### Privatleben
Zu ihren Hobbys zählte Joan Fontaine Ballonfahrten, Sportfliegerei und Hochseefischen. In ihrer 1979 veröffentlichten Autobiografie No Bed of Roses schilderte sie freimütig zahllose Affären und ein ausgeprägtes Desinteresse an ihren Töchtern, die sie eher als Belastung empfunden habe. Die fehlende Mutterliebe soll auch der Hauptkritikpunkt ihrer Schwester Olivia gewesen sein. Die Beziehung zwischen beiden Schwestern, die in Hollywood miteinander konkurrierten, galt als schwierig und war häufiger Gegenstand der Boulevardpresse.
Joan Fontaine war viermal verheiratet und wurde ebenso oft geschieden. In erster Ehe war sie von 1939 bis 1945 mit Brian Aherne verheiratet. 1946 ehelichte sie William Dozier, den Vater ihrer 1948 geborenen leiblichen Tochter Deborah Leslie Dozier; die Ehe wurde 1951 geschieden. Von 1952 bis 1961 war sie mit dem Drehbuchautor und Produzenten Collier Young verheiratet. Ihre Ehe mit dem Sportjournalisten Alfred Wright jr. hielt von 1964 bis 1967.
1943 nahm sie zusätzlich zur britischen auch die US-amerikanische Staatsbürgerschaft an. Joan Fontaine starb im Dezember 2013 im Alter von 96 Jahren in ihrem Haus im kalifornischen Küstenort Carmel-by-the-Sea.

## Filmografie (Auswahl)

### Kinofilme
- 1935: No More Ladies
- 1937: Entgleist (The Man Who Found Himself)
- 1937: Ein Fräulein in Nöten (A Damsel in Distress)
- 1937: A Million to One
- 1939: Aufstand in Sidi Hakim (Gunga Din)
- 1939: Rache für Alamo (Man of Conquest)
- 1939: Die Frauen (The Women)
- 1940: Rebecca
- 1941: Verdacht (Suspicion)
- 1942: This Above All
- 1943: Liebesleid (The Constant Nymph)
- 1943: Die Waise von Lowood (Jane Eyre)
- 1944: Der Pirat und die Dame (Frenchman’s Creek)
- 1945: Oh, Susanne! (The Affairs of Susan)
- 1946: Morgen und alle Tage (From This Day Forward)
- 1947: Ivy
- 1948: Brief einer Unbekannten (Letter from an Unknown Woman)
- 1948: Ich küsse Ihre Hand, Madame (The Emperor Waltz)
- 1948: Startbahn ins Glück (You Gotta Stay Happy)
- 1948: Bis zur letzten Stunde (Kiss the Blood Off My Hands)
- 1950: Liebesrausch auf Capri (September Affair)
- 1950: Born to be Bad
- 1951: Darling, How Could You!
- 1952: Wofür das Leben sich lohnt (Something to Live For)
- 1952: Orson Welles’ Othello (The Tragedy of Othello: The Moor of Venice) (Cameo)
- 1952: Ivanhoe – Der schwarze Ritter (Ivanhoe)
- 1953: Boccaccios große Liebe (Decameron Nights)
- 1953: Flug nach Tanger (Flight to Tangier)
- 1953: Der Mann mit zwei Frauen (The Bigamist)
- 1954: Der Schürzenjäger von Venedig (Casanova’s Big Night)
- 1956: Serenade
- 1956: Jenseits allen Zweifels (Beyond a Reasonable Doubt)
- 1957: Heiße Erde (Island in the Sun)
- 1957: Land ohne Männer (Until They Sail)
- 1958: Ein gewisses Lächeln (A Certain Smile)
- 1961: Unternehmen Feuergürtel (Voyage to the Bottom of the Sea)
- 1962: Zärtlich ist die Nacht (Tender Is the Night)
- 1966: Der Teufel tanzt um Mitternacht (The Witches)

### Fernsehen
- 1961: The Light That Failed (Fernsehfilm)
- 1963: Alfred Hitchcock präsentiert (Fernsehserie, eine Folge)
- 1978: The Users (Fernsehfilm)
- 1980: Ryan’s Hope (Fernsehserie)
- 1981: Love Boat (Fernsehserie)
- 1983: Bare Essence (Fernsehfilm)
- 1986: Dark Mansions (Fernsehfilm)
- 1986: Hotel (Fernsehserie)
- 1994: Der gute König (Good King Wenceslas, Fernsehfilm)

## Auszeichnungen

### Oscar
- Oscarverleihung 1941: Nominierung als beste Hauptdarstellerin für Rebecca
- Oscarverleihung 1942: Beste Hauptdarstellerin für Verdacht
- Oscarverleihung 1944: Nominierung als beste Hauptdarstellerin für Liebesleid

### Weitere Preise und Ehrungen
- 1940: New York Film Critics Circle Award – Dritter Platz für Rebecca
- 1941: New York Film Critics Circle Award für Verdacht
- 1943: Sour Apple Award als unkooperativste Schauspielerin
- 1947: Golden Apple Award als kooperativste Schauspielerin
- 1960: Stern auf dem Hollywood Walk of Fame (1645 Vine Street)
- 1980: Daytime Emmy Award für ihren Gastauftritt in der Fernsehserie Ryan’s Hope